# Tomorrow Comes Today (canción)
«Tomorrow Comes Today» es una canción de la banda virtual británica Gorillaz, aparecería originalmente en el EP de nombre homónimo lanzado en noviembre del 2000 y cuatro meses después en el álbum debut de Gorillaz, del cual sería además el cuarto y último sencillo, siendo lanzado como tal casi un año más tarde en febrero de 2002.

## Lista de canciones

### CD
1. «Tomorrow Comes Today»
2. «Film Music»
3. «BañanaBaby»(TomorrowDub)
4. «Tomorrow Comes Today» (enhanced video)
5. «Film Music» (Mode remix)

### DVD
1. «Tomorrow Comes Today» (video)
2. «Film Music»
3. «Tomorrow Dub»
4. «Jump the Gut» (parte 1)
5. «Jump the Gut» (parte 2)

### 12"
1. «Tomorrow Comes Today»
2. «Tomorrow Dub»
3. «Film Music» (Mode remix)

## Video musical
El video musical fue dirigido por Jamie Hewlett, y muestra a los integrantes de la banda superpuestos en imágenes de una ciudad. A lo largo del mismo se ve a 2-D cantando la canción, con imágenes del grupo que aparecen y desaparecen, con algunas tomas de pastillas volando hacia la pantalla.